# 阿尔滕费尔登
阿尔滕费尔登是奥地利上奥地利州罗尔巴赫县的一个市镇。总面积26.33平方公里，总人口2183人，人口密度82.9人/平方公里（2005年）。